# Estação Vila Matilde
A Estação Vila Matilde é uma das estações da Linha 3–Vermelha do Metrô de São Paulo.
Foi inaugurada em 27 de agosto de 1988.
Está localizada na Rua Coronel Pedro Dias de Campos, altura do nº 1170.
O distrito homônimo deu o nome às estações ferroviária e metroviária.
No início do século XX a região era conhecida como fazenda Gavião. O nome foi mudado quando Escolástica Melchert da Fonseca, dona da área doou parte de suas terras para o Governo Federal construir uma linha e estação ferroviária (1922). A condição foi de que a estação recebesse o nome de sua filha Dona Matilde.

## Características
Estação construida no nível da superfície, com mezanino de distribuição sobre a plataforma central e estrutura em concreto aparente com cobertura espacial metálica em treliça.
Possui acesso para pessoas portadoras de deficiência física através de elevadores e integração com Terminal de Ônibus Urbano.
Foi a primeira estação da linha 3-Vermelha a contar com portas de plataforma, em 2010, mas que só começaram a operar (em horário restrito) em 2014 (operando em horário integral somente em 2016), após problemas com o consórcio contratado.
Capacidade de até 20 mil passageiros por hora.
Área construída de 8.970 m².

## Obras de arte
A estação não faz parte do "Roteiro da Arte nas Estações" (Metrô de São Paulo).

## Tabela
| Linha      | Terminais                                    | Estações | Principais destinos                                                                                         | Duração das viagens (min) | Intervalo entre trens (min) | Funcionamento                                                        |
| ---------- | -------------------------------------------- | -------- | --- | ------------------------- | --------------------------- | -------------------------------------------------------------------- |
| 3 Vermelha | Palmeiras–Barra Funda ↔ Corinthians–Itaquera | 18       | Barra Funda, Santa Cecília, República, Sé, Brás, Belém, Tatuapé, Penha, Vila Matilde, Artur Alvim, Itaquera | 32                        | 2                           | Diariamente, das 4h40 à 0 hora. Aos sábados, até a 1 hora de domingo |

| Sigla | Estação      | Inauguração          | Capacidade                   | Integração                                           | Plataformas | Posição    | Notas                                                                      |
| ----- | ------------ | -------------------- | ---------------------------- | ---------------------------------------------------- | ----------- | ---------- | -------------------------------------------------------------------------- |
| VTD   | Vila Matilde | 27 de agosto de 1988 | 20 mil passageiros hora/pico | Bilhete Único da SPTrans - Terminal de ônibus urbano | Central     | Superfície | Estação com estrutura de concreto aparente, cobertura metálica em treliças |